# Escena erótica
Escena erótica (también conocida como La douleur) es una obra del pintor malagueño Pablo Ruiz Picasso. Fue pintada en los primeros años de la década de 1900, no estando claro si lo hizo en Barcelona o en París.
Se trata de una obra de cierta carga sexual (representa a una mujer desnuda sentada sobre la cama y con la cabeza volcada sobre la entrepierna de un muchacho, vestido y recostado sobre la almohada), de la que el propio autor renegó. «Los he hecho peores. Fue una broma entre amigos», llegó a confesarle el pintor a su compañero Pierre Daix.

## Historia
Según se cree, la obra estuvo en poder del que fuera sastre de Picasso en Barcelona, Benet Soler. Éste se la vendió a un marchante alemán, llamado Daniel Henry Kahnweiler, que se encontraba en París. En 1914, Kahnweiler sufrió el embargo de parte de sus bienes por parte de las autoridades francesas, que vendieron el cuadro. El marchante Paul Guillaume lo adquirió en 1923, para posteriormente venderlo al coleccionista Scofield Thayer.
En 1982 el museo Metropolitan de Nueva York recibió esta obra y, al considerar que no era lo suficientemente buena, la depositó en sus sótanos, donde ha permanecido hasta que el 27 de abril de 2010, una vez comprobado que las dudas sobre su autenticidad no eran ciertas, lo expuso por primera vez en sus galerías junto a otras 300 pinturas del artista español.